# マリア・モンテッソーリ

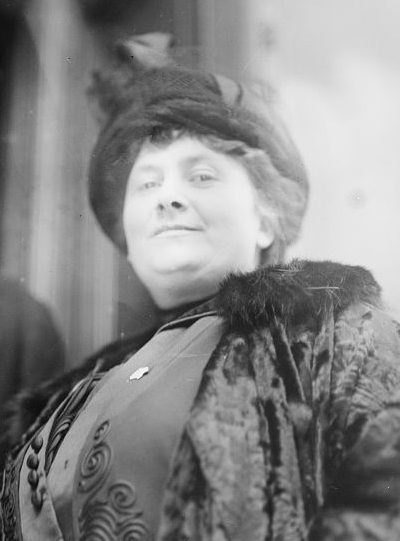
マリア・モンテッソーリ

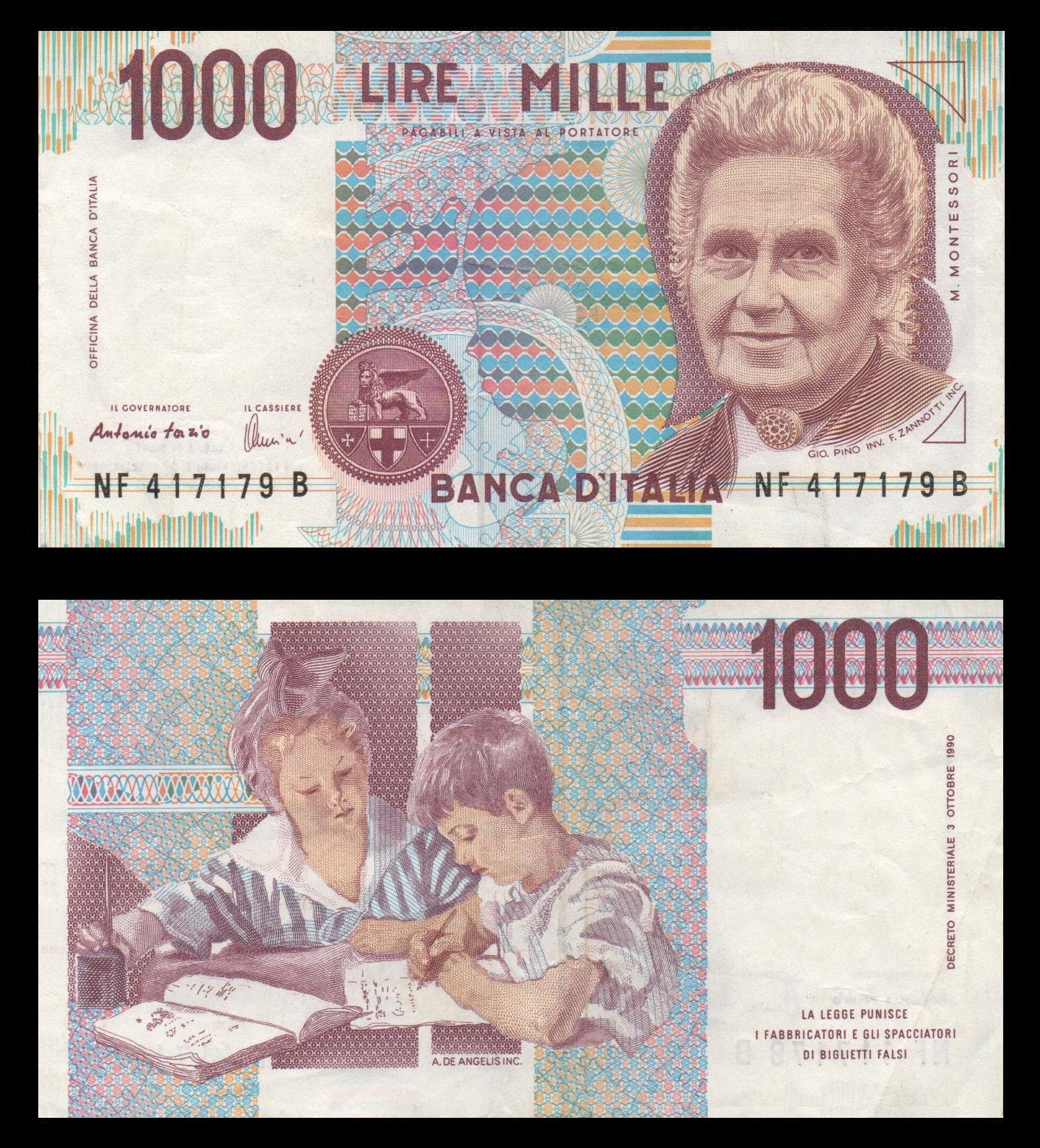
モンテッソーリの肖像がデザインされている1000リラ紙幣

マリア・モンテッソーリ（伊: Maria Montessori、1870年8月31日 - 1952年5月6日）は、イタリアの医学博士、幼児教育者、科学者、フェミニスト。モンテッソーリ教育法の開発者として知られる。

## 生涯

### イタリア初の女性医師
マルケ州キアラヴァッレに生まれた。19世紀に、ローマ・ラ・サピエンツァ大学医学部に女性として初めて入学した。当時は女性差別の残る時代だったため、入学後、男子学生と同室での系統解剖が許されず、別室で一人死体に向かいメスを取らざるを得ないなどの差別的処遇を受けたが、それらの逆境を乗り越え、1896年、イタリア初の女性の医学博士号を取得する。
卒業後も女性が医師になることに否定的な医学界で、なかなか職が見つからず、医学とかけ離れた状況にあったローマ大学付属の精神病院にようやく職を得た。当時の精神病院の患者たちは鉄格子に囲まれた暗い部屋に監禁され、治療らしい治療が行われない劣悪な環境下にあった。医師として絶望的と言えるこの職場で、マリアは知的障害があるとされる幼児が床に落ちたパン屑でしきりに遊ぶ姿に目を留めた。それ以降、幼児の様子を注意深く観察するうちに、何ら知的な進歩はないと見放されていた彼らが感覚的な刺激を求めることを認め、指先を動かすような玩具を次々と与え、彼らの治療を試みた。その中で彼女は、感覚を刺激することによって、知的障害児であっても知能の向上が見られるという確信を得て、他の障害児たちにも同様の教育を施した。マリアが彼らに知能テストを受けさせると、彼らの知能が当時の健常児たちの知能を上回るという結果が得られ、イタリア教育界、医学界に衝撃を与えることとなった。

### モンテッソーリ教育の誕生
1907年、障害児の治療教育で一通りの成果を挙げた感覚教育法を、マリアはローマの貧困家庭の子供たちに応用する機会を得る。ここにおいても知能向上で著しい結果を得、この方法をさらに追究するため、医師を辞め、ローマ大学に再入学した。
再入学したローマ大学では主に哲学を学び、その後、南フランス・アヴェロンで発見された野生児の教育に着手し、彼の観察と教育を行った感覚教育の先駆者であったジャン・イタールの著書の研究を進め、知的・発達障害者教育の先駆者エドゥアール・セガン医師に学んだ。さらに、生理学、精神医学の研究にも没頭。のちにモンテッソーリ教育と呼ばれる独自の幼児教育法を確立する。
教育熱心だったマリアの両親は彼女を「ぜひ教師に」と望んでいた。しかし、彼女は両親の反対を押し切ってイタリア初の女性医師となるも、結局、世界的な教育者となり、図らずも両親の願いをかなえたことになる。

### モンテッソーリ教育の発展
モンテッソーリ教育が確立されると、その方法は世界各国で支持されるようになり、世界各地に次々とモンテッソーリ教育を専門に行う｢子供の家｣ (Casa dei bambini) が設立された。モンテッソーリ教育が急速に普及していく中、マリアは教師の質の重要性を認識、教員養成コースと1929年には国際モンテッソーリ協会（通称 AMI：本部オランダアムステルダム）を開設、資格取得制度を整えた。現在でも、AMIの国際モンテッソーリ教員養成は厳密なことで有名であり、養成を受けて教員資格を得た教師のみによる教育システムが維持されている。日本におけるAMI認可の教員養成所は、東京国際モンテッソーリ教師トレーニングセンター、国際モンテッソーリトレーニングセンター（福岡）、あきる野モンテッソーリトレーニングコースの３ヶ所である。
イタリアのファシズムを逃れ、スペイン内戦が起こる1936年までスペインに住んだ。第二次世界大戦時、戦争に反対するマリアは息子の兵役を拒んだため、ムッソリーニ首相と対立、イタリアを離れることになったが、実は、戦前、女性運動に関わっていたマリアはフェミニズムに理解を示していたムッソリーニと一時期、交流もあった。この点がノーベル平和賞の候補時に問題視されたと言われている。 
モンテッソーリ教育の生徒にはアンネ・フランクやジャクリーン・ケネディ・オナシスを始め、世界中に数多くの有名人がいるが、ワシントン・ポスト誌の経営者および、ジャーナリストだったキャサリン・グラハム、 Amazon.comの創立者ジェフ・ベゾス、Googleの共同創立者セルゲイ・ブリンとラリー・ペイジ、wikipedia創設者ジミー・ウェールズ、などもモンテッソーリ・スクール出身者である。ロバート・W・アーウィンの長女で玉成保育専門学校創設者のベラ（有院遍良）は、1913年にイタリアで国際コースを受講し、マリア・モンテッソーリから直接指導を受けた。

### インド滞在
1938年にインドの神智学協会の会長ジョージ・アルンデール と妻ルクミニー・デーヴィー・アルンデールがオランダのモンテッソーリ・スクールを訪問して感銘を受け、インド政府によりインドに招待された。インドの文化センターで神智学徒たちと共に研鑽を積み、マハトマ・ガンジー、ラビンドラナート・タゴールとも交流。インドで多数の講演を行い精力的に執筆し、モンテッソーリ教育の基本的で重要な概念である「宇宙的秩序」理論に基づく「宇宙的教育」（コスミック教育）を体系化した。第二次世界大戦のため10年近くインドで過ごした。

### 先駆的女性とその晩年
教育者としてのみならず、マリアは一人の女性としても多くの足跡を遺している。20世紀初頭における女性の社会進出の最先鋒として男性と対等な地位を獲得したほか、私生活ではシングルマザーの先駆けともなった。一人息子マリオは幼少時、養父母に預けられたが、10代で彼女に引き取られたのちは、マリアの教育事業を手伝い、モンテッソーリ協会会長として、モンテッソーリ教育の普及に専心した。
また、マリアは晩年、世界平和と子供の尊厳を訴える運動を世界各国で展開。その功績が認められ、1950年、ノーベル平和賞の候補にもあげられている。
1946年に76歳でインドからオランダのアムステルダムに戻り、その後はインドとヨーロッパで過ごした。1952年に81歳の生涯を閉じる。オランダの北海沿岸の町、ノールトヴァイク・アーン・ゼーのカトリック教会墓地に眠る。
イタリア通貨がユーロに切り替わる以前に流通していたイタリア1000リラ紙幣には、マリア・モンテッソーリの肖像画（表）とその学習風景（裏）が描かれていた。

## 著作
- (1909) Il Metodo della Pedagogia Scientifica applicato all'educazione infantile nelle Case dei Bambini
- (1910) Antropologia Pedagogica
- (1914) Dr. Montessori's Own Handbook
- (1916) L'autoeducazione nelle scuole elementari
- (1922) I bambini viventi nella Chiesa
- (1923) Das Kind in der Familie (German)
- (1934) Psico Geométria (Spanish)
- (1934) Psico Aritmética
- (1936) L'Enfant(French)
- (1948) De l'enfant à l'adolescent
- (1949) Educazione e pace
- (1949) Formazione dell'uomo
- (1949) The Absorbent Mind
- (1947) Education for a New World
- (1947) To Educate the Human Potential

邦訳
- 『幼児の秘密』国土社　1968年 ISBN 978-4-337-65803-5
- 『子どもの発見』国土社　1971年 ISBN 978-4-337-65804-2
- 『子どもの心 吸収する心』国土社　1971年 ISBN 978-4-337-65805-9
- 『創造する子供』エンデルレ書店 2000年 ISBN 978-4-7544-0101-6